# Peptídeo vasoativo intestinal
Peptídeo vasoativo intestinal (sigla em inglês: VIP) é um hormônio gastrointestinal formada por 28 aminoácidos. VIP é um neuropeptídio que pertence a superfamília do glucagon/secretina, ou seja, ativam receptores acoplados à proteína G de classe II. 

## Produção
O VIP é produzido em muitos tecidos de vertebrados, incluindo o intestino delgado , pâncreas e o núcleo supraquiasmático do hipotálamo no cérebro. 
Sua meia-vida no sangue é de apenas dois minutos.

## Efeitos
O VIP tem como efeitos:
- Estimula a contração no coração, provoca vasodilatação coronária, aumenta a glicogenólise, reduz a pressão arterial
- No sistema digestivo, induz o relaxamento do músculo liso (esfíncter esofágico inferior, estômago, vesícula biliar), estimula a secreção de água e bicarbonato no suco pancreático e biliar, causa a inibição da secreção de ácido gástrico e a absorção a partir do lúmen intestinal. No intestino estimula a secreção de água e electrólitos, estimula a contração do músculo liso entérico, dilata vasos sanguíneos periféricos e inibe a resposta à gastrina (hormônio que estimula a secreção de ácido gástrico). [4]
- Aumenta a lubrificação da vagina. [5]
- No hipotálamo atua regulando o ciclo circadiano.